# Alfredo del Liechtenstein
Alfredo del Liechtenstein (nome completo in tedesco Alfred Aloys Eduard; Praga, 11 giugno 1842 – Castello di Frauenthal, 8 ottobre 1907) è stato un politico austriaco.
Divenne il 1143º cavaliere dell'Ordine del Toson d'oro in Austria nel 1903.

## Famiglia
Il Principe Alfredo era un figlio del generale austriaco Francesco di Paola del Liechtenstein e della Contessa Julia Eudoxia Potocka-Piława. Alfredo proveniva da un ramo cadetto della Casata Principesca che nel 1938 giunse a regnare su paese con suo nipote Francesco Giuseppe II del Liechtenstein.

## Matrimonio e figli
Il 26 aprile 1865, a Vienna, sposò sua cugina la Principessa Enrichetta Maria Norberta del Liechtenstein (Castello di Liechtenstein, 6 giugno 1843 - Schloss Frauenthal, 24 dicembre 1931), figlia di Aloisio II, Principe del Liechtenstein. La coppia ebbe insieme dieci figli.
- Principessa Francesca del Liechtenstein (1866-1939), nubile e senza figli;
- Principe Francesco del Liechtenstein (1868-1929), celibe e senza figli;
- Principessa Giulia del Liechtenstein, morì poco dopo la nascita;
- Principe Aloisio del Liechtenstein (1869-1955), sposò l'Arciduchessa Elisabetta Amalia d'Austria e furono i genitori di Francesco Giuseppe II, Principe del Liechtenstein;
- Principessa Maria Teresa del Liechtenstein (1871-1964), nubile e senza figli;
- Principe Giovanni del Liechtenstein (1873-1959), sposò il 6 settembre 1906 la Contessa Marie Andrássy von Czik-Szent-Király und Krasna-Horka da cui ebbe cinque figli;
- Principe Alfredo del Liechtenstein (1875-1930), capo provvisorio del governo del Liechtenstein nel 1928, sposò nel 1912 la Principessa Maria Teresa di Oettingen-Oettingen e Oettingen-Wallerstein (1887-1971), da cui ebbe quattro figli;
- Prince Enrico del Liechtenstein (1877-1915), celibe;
- Principe Carlo Aloisio del Liechtenstein (1878-1955), Primo Ministro del Liechtenstein tra il 1918-1920, sposò la Principessa Elisabetta di Urach figlia di Guglielmo, II Duca di Urach e della sua prima moglie la Duchessa Amalia in Baviera;
- Principe Giorgio del Liechtenstein (1880-1931), monaco benedettino a Praga.

## Ascendenza
|                                                 |                             |                                               | Genitori                                                |  |  | Nonni |  |  | Bisnonni                                         |  |  | Trisnonni                  |  |
|                                                 |                             |                                               |                                                         |  |  |       |  |  | Francesco Giuseppe I, Principe del Liechtenstein |  |  | Emanuele del Liechtenstein |  |
|                                                 |                             |                                               |                                                         |  |  |       |  |  | Francesco Giuseppe I, Principe del Liechtenstein |  |  | Emanuele del Liechtenstein |  |
|                                                 |                             | Contessa Maria Antonia di Dietrichstein       |                                                         |  |  |       |  |  | Francesco Giuseppe I, Principe del Liechtenstein |  |  |                            |  |
| Giovanni I Giuseppe, Principe del Liechtenstein |                             |                                               |                                                         |  |  |       |  |  | Francesco Giuseppe I, Principe del Liechtenstein |  |  |                            |  |
|                                                 |                             | Contessa Leopoldina von Sternberg             | Conte Franz Philipp di Sternberg                        |  |  |       |  |  |                                                  |  |  |                            |  |
|                                                 |                             | Contessa Leopoldina von Sternberg             | Conte Franz Philipp di Sternberg                        |  |  |       |  |  |                                                  |  |  |                            |  |
|                                                 |                             | Contessa Leopoldina von Sternberg             | Contessa Leopoldina di Starhemberg                      |  |  |       |  |  |                                                  |  |  |                            |  |
| Principe Francesco di Paola del Liechtenstein   |                             | Contessa Leopoldina von Sternberg             |                                                         |  |  |       |  |  |                                                  |  |  |                            |  |
|                                                 |                             | Joachim Egon, Langravio di Fürstenberg-Weitra | Ludwig August Egon, Langravio di Fürstenberg-Weitra     |  |  |       |  |  |                                                  |  |  |                            |  |
|                                                 |                             | Joachim Egon, Langravio di Fürstenberg-Weitra | Ludwig August Egon, Langravio di Fürstenberg-Weitra     |  |  |       |  |  |                                                  |  |  |                            |  |
|                                                 |                             | Joachim Egon, Langravio di Fürstenberg-Weitra | Contessa Maria Anna Fugger zu Kirchberg und Weissenhorn |  |  |       |  |  |                                                  |  |  |                            |  |
| Langravia Giuseppa di Fürstenberg-Weitra        |                             | Joachim Egon, Langravio di Fürstenberg-Weitra |                                                         |  |  |       |  |  |                                                  |  |  |                            |  |
|                                                 |                             | Contessa Sophia zu Oettingen-Wallerstein      | Philipp Karl, Conte di Oettingen-Wallerstein            |  |  |       |  |  |                                                  |  |  |                            |  |
|                                                 |                             | Contessa Sophia zu Oettingen-Wallerstein      | Philipp Karl, Conte di Oettingen-Wallerstein            |  |  |       |  |  |                                                  |  |  |                            |  |
|                                                 |                             | Contessa Sophia zu Oettingen-Wallerstein      | Contessa Charlotte Juliana von Oettingen-Baldern        |  |  |       |  |  |                                                  |  |  |                            |  |
| Principe Alfredo del Liechtenstein              |                             | Contessa Sophia zu Oettingen-Wallerstein      |                                                         |  |  |       |  |  |                                                  |  |  |                            |  |
|                                                 | Conte Jan Nepomucen Potocki | Conte Józef Potocki                           |                                                         |  |  |       |  |  |                                                  |  |  |                            |  |
|                                                 | Conte Jan Nepomucen Potocki | Conte Józef Potocki                           |                                                         |  |  |       |  |  |                                                  |  |  |                            |  |
|                                                 | Conte Jan Nepomucen Potocki | Principessa Anna Teresa Ossolińska            |                                                         |  |  |       |  |  |                                                  |  |  |                            |  |
| Conte Alfred Wojciech Potocki                   | Conte Jan Nepomucen Potocki |                                               |                                                         |  |  |       |  |  |                                                  |  |  |                            |  |
|                                                 |                             | Principessa Julia Lubomirska                  | Principe Stanisław Lubomirski                           |  |  |       |  |  |                                                  |  |  |                            |  |
|                                                 |                             | Principessa Julia Lubomirska                  | Principe Stanisław Lubomirski                           |  |  |       |  |  |                                                  |  |  |                            |  |
|                                                 |                             | Principessa Julia Lubomirska                  | Principessa Izabela Czartoryska                         |  |  |       |  |  |                                                  |  |  |                            |  |
| Contessa Julia Potocka                          |                             | Principessa Julia Lubomirska                  |                                                         |  |  |       |  |  |                                                  |  |  |                            |  |
|                                                 |                             | Principe Józef Klemens Czartoryski            | Principe Stanisław Kostka Czartoryski                   |  |  |       |  |  |                                                  |  |  |                            |  |
|                                                 |                             | Principe Józef Klemens Czartoryski            | Principe Stanisław Kostka Czartoryski                   |  |  |       |  |  |                                                  |  |  |                            |  |
|                                                 |                             | Principe Józef Klemens Czartoryski            | Anna Józefa Rybińska                                    |  |  |       |  |  |                                                  |  |  |                            |  |
| Principessa Józefina Czartoryska                |                             | Principe Józef Klemens Czartoryski            |                                                         |  |  |       |  |  |                                                  |  |  |                            |  |
|                                                 |                             | Principessa Dorota Barbara Jabłonowska        | Principe Antoni Barnaba Jabłonowski                     |  |  |       |  |  |                                                  |  |  |                            |  |
|                                                 |                             | Principessa Dorota Barbara Jabłonowska        | Principe Antoni Barnaba Jabłonowski                     |  |  |       |  |  |                                                  |  |  |                            |  |
|                                                 |                             | Principessa Dorota Barbara Jabłonowska        | Principessa Anna Lubartowicz-Sanguszkówna               |  |  |       |  |  |                                                  |  |  |                            |  |
|                                                 |                             | Principessa Dorota Barbara Jabłonowska        |                                                         |  |  |       |  |  |                                                  |  |  |                            |  |